# ポサードニク
ポサードニク（ロシア語: посадник）とは、キエフ・ルーシ期に初出した、都市の長を指す言葉である。初期にはルーシのクニャージ（公）から任命されたが、後にヴェーチェ（民会）が選出するようになった。
最初のポサードニクの言及は、『原初年代記』の977年の、キエフ大公ヤロポルク1世がノヴゴロドにポサードニクを置いていたという主旨の記述である。キエフ・ルーシ期の早期の段階においては、ノヴゴロドなどには公の候補がいない場合に、キエフの代官と呼ばれた者が公の代わりに派遣されていた。このようなポサードニクにはウラジーミル1世のおじのドブルィーニャ(ru)や、その子のコンスタンチン(ru)がいる。
その後、ポサードニクはボヤーレ（貴族）の代表者からなるヴェーチェ（民会）によって選出されるようになった。ポサードニク選出の慣例は、キエフ大公ウラジーミル2世（ウラジーミル・モノマフ）死後のノヴゴロドで始まった。年代記によれば、1126年にノヴゴロドの人々はその同胞の1人にポサードニクの役職を与えた、とある。ノヴゴロド公国（ノヴゴロド共和国）では1354年にボヤーレのオンチフォル(ru)の改革によって、ポサードニクを6人制とする制度が導入された。さらに1416年 - 1417年の改革でポサードニクの数は3倍となった。また、プスコフ公国（プスコフ共和国）では、1308年から1510年の間の、78人のポサードニクの名が知られている。プスコフのポサードニクは長年ノヴゴロドから任命されていたが、1348年の独立の際に、ボロト条約(ru)によって、ポサードニク選出に関する自治権をノヴゴロドから給与された。
キエフ・ルーシ期のポサードニク（日本語訳には代官・公代理などが当てられている。）に対し、後世のノヴゴロド地域やフルィノフ（現キーロフ）では、ポサードニクは公選された国家の最高位の役職の名を意味していた。
1478年、ノヴゴロド公国のモスクワ大公国への従属の後、ポサードニク並びにヴェーチェ（民会）は廃止された。フルィノフでは1490年、プスコフでは1510年に同様に廃止された。民会の鐘は降ろされ、モスクワに運ばれた。